# Stemona sessilifolia
Espèce
Classification phylogénétique
Stemona sessilifolia est une espèce de plantes grimpantes tubéreuses de la famille des Stemonaceae, originaire d'Extrême-Orient.
L'épithète spécifique, sessilifolia, rappelle le caractère sessile des feuilles insérées directement sur la tige.

## Description
Cette plante a une tige volubile qui peut atteindre 70 cm de long.
Les racines, tubérisées, forment un faisceau dressé hors du sol, donnant l'impression que la plante se tient sur des échasses.
Les fleurs se distingue par un périanthe formé de quatre tépales distincts de couleur violette, et des étamines foliacées proéminentes. Elle dégagent une odeur fétide.

## Aire de répartition
Cette espèce est spontanée en Extrême-Orient : Chine (Anhui, Fujian, Hubei, Jiangxi, Zhejiang) et Japon.

## Utilisation
- Alimentation : les racines sont consommées comme légumes, crues ou sautées, dans certaines régions de Chine.
- Plante médicinale : cette espèce fait partie de la pharmacopée traditionnelle chinoise.
- Plante insecticide : les racines réduites en poudre et mises à macérer dans de l'eau permettent de préparer un liquide insecticide efficace contre diverses sortes d'insectes.
- Plante ornementale : cultivée en pot pour son port étrange de plantes sur échasses, cette plante est commercialisée depuis quelques années aux Pays-Bas.

## Synonyme
- Roxburghia sessilifolia Miq.